# ألبرت إس. بارد
ألبرت إس. بارد (بالإنجليزية: Albert S. Bard)‏ هو محامي أمريكي، ولد في 19 ديسمبر 1866 في نورويتش في الولايات المتحدة، وتوفي بنفس المكان في 25 مارس 1963.